# Metilhidrazina
La metilhidrazina, también conocida como monometilhidrazina (MMH), es una hidrazina volátil la fórmula química CH3N2H3. Se utiliza como combustible de cohete en motores de cohete bipropelentes.
La MMH tiene aplicaciones en los motores OMS (sistema de maniobra orbital) del transbordador espacial de la NASA. El compuesto es tóxico y cancerígeno, pero su almacenamiento en el espacio es fácil proporcionando un rendimiento moderado para pesos de almacenaje y mantenimiento muy bajos. Recientemente la Agencia Espacial Europea ha tratado de encontrar nuevas opciones, en términos de combinaciones propelente/oxidante, para evitar que se usen químicos venenosos como este y sus derivados.
LA MMH y su derivado la 1,1-dimetilhidrazina (UDMH) tienen una ventaja, son lo suficientemente estables para usarlos en motores de cohete refrigerados constantemente.
También se encuentran trazas en el Agaricus bisporus crudo (el champiñón común) en tiendas de comestibles, y en la mayoría de miembros de las setas género Gyromitra. En particular es relativamente frecuente encontrarla en la falsa colmenilla (Gyromitra esculenta).